# Ophryotrocha
Ophryotrocha är ett släkte av ringmaskar som beskrevs av Jean Louis René Antoine Édouard Claparède och Mecznikow 1869. Ophryotrocha ingår i familjen Dorvilleidae.

## Dottertaxa tillOphryotrocha, i alfabetisk ordning[1][2]
- Ophryotrocha adherens
- Ophryotrocha akessoni
- Ophryotrocha atlantica
- Ophryotrocha bacci
- Ophryotrocha baccii
- Ophryotrocha bifida
- Ophryotrocha claparedei
- Ophryotrocha cosmetandra
- Ophryotrocha costlowi
- Ophryotrocha craigsmithi
- Ophryotrocha diadema
- Ophryotrocha dimorphica
- Ophryotrocha dubia
- Ophryotrocha eutrophila
- Ophryotrocha gerlachi
- Ophryotrocha geryonicola
- Ophryotrocha globopalpata
- Ophryotrocha gracilis
- Ophryotrocha hadalis
- Ophryotrocha hartmanni
- Ophryotrocha irinae
- Ophryotrocha japonica
- Ophryotrocha kagoshimaensis
- Ophryotrocha labidion
- Ophryotrocha labronica
- Ophryotrocha lipscombae
- Ophryotrocha littoralis
- Ophryotrocha lobifera
- Ophryotrocha longidentata
- Ophryotrocha lukowensis
- Ophryotrocha maciolekae
- Ophryotrocha macrovifera
- Ophryotrocha maculata
- Ophryotrocha mandibulata
- Ophryotrocha mediterranea
- Ophryotrocha minuta
- Ophryotrocha natans
- Ophryotrocha notoglandulata
- Ophryotrocha obtusa
- Ophryotrocha pachysoma
- Ophryotrocha paragerlachi
- Ophryotrocha paralabidion
- Ophryotrocha permanae
- Ophryotrocha platykephale
- Ophryotrocha puerilis
- Ophryotrocha robusta
- Ophryotrocha rubra
- Ophryotrocha scarlatoi
- Ophryotrocha schubravyi
- Ophryotrocha scutellus
- Ophryotrocha socialis
- Ophryotrocha splendida
- Ophryotrocha vellae
- Ophryotrocha vivipara
- Ophryotrocha wubaolingi